# Сборная Кыргызстана по футболу (до 17 лет)
Сборная Кыргызстана по футболу до 17 лет — национальная команда, представляющая Кыргызстан в своей возрастной категории. Управляющей организацией является Кыргызский футбольный союз, имеющий членство в ФИФА и АФК. Футболисты из Кыргызстана в возрасте 17 лет один раз выступали в финальной стадии Кубка Азии.

## История
Впервые сборная Кыргызстана до 16 лет выступила на международном уровне в рамках квалификации на чемпионат Азии 2000 года, где проиграла Ирану (1:11), Казахстану (2:10), Катару (0:11) и Ливану (2:7), завершив турнир с 39 пропущенными голами. Первую ничью Кыргызстан сумел расписать в 2002 году, когда в квалификации уже играли команды до 17 лет, сыграв со счётом 1:1 со сборной Шри-Ланки.
В 2006 году киргизская сборная до 17 лет была заявлена для участия в чемпионате Кыргызстана, заменив сборную до 20 лет, выступавшей в высшей лиге страны с 2004 по 2005 год. После завершения предварительного раунда в северной зоне юношеская сборная заняла последнее место с 63 пропущенными голами за 16 игр.
По итогам отбора к чемпионату Азии 2008 года Кыргызстан был дисквалифицирован. В квалификации к турниру 2010 года киргизская сборная впервые одержала победу, обыграв Туркменистан (3:1). По состоянию на 2013 год главным тренером команды являлся японский специалист Кеничи Яцухаши.
Четыре раза Кыргызстан участвовал в Каспийском кубке в Азербайджане, где имел следующие результаты: 2011 — 8 место, 2012 — 8 место, 2013 — 10 место, 2014 — 7 место. Юношеская сборная Кыргызстана также приглашалась на Кубок президента Казахстана. В 2013, 2014, 2016, 2018, 2019 годах команда занимала шестое место, а в 2015 и 2017 годах — восьмое. На Кубке Развития 2014 года в Минске Кыргызстан занял 11 место.
Единственный раз Кыргызстану удалось пройти квалификацию накануне турнира 2016 года, где команда сумела обыграть Непал (3:0) и Иорданию (4:1). Финальный этап чемпионата Азии проходил в Индии. Кыргызстан начал турнир с победы над Австралией, благодаря голу Адилета Каныбекова (1:0). Однако в оставшихся матчах подопечные Самата Суймалиева уступили Японии (0:8) и Вьетнаму (1:3) и не сумели выйти в плей-офф.
В 2022 году Кыргызстан стал шестым на Кубке Развития в Белоруссии, проиграв в решающей встрече Узбекистану (1:3). На турнире развития УЕФА 2023 года в Волгограде киргизские футболисты заняли последнее четвёртое место, уступив россиянам с разгромным счётом (0:14).
Дебют команды на чемпионате Центральной Азии 2024 года завершился для Кыргызстана последним шестым местом, где в последнем матче команда оказалась слабее Туркменистана (0:2). Под руководством Игоря Никитина Кыргызстан не смог пройти квалификацию на Кубок Азии 2025 года, проиграв Йемену (2:3) и Мьянме (1:2).

## Результаты выступлений

### Кубок Азии
| Кубок Азии по футболу (до 17 лет) | Кубок Азии по футболу (до 17 лет) | Кубок Азии по футболу (до 17 лет) | Кубок Азии по футболу (до 17 лет) | Кубок Азии по футболу (до 17 лет) |
| Год                               | Результат                         |                                   | Год                               | Результат                         |
| --------------------------------- | --------------------------------- | --------------------------------- | --------------------------------- | --------------------------------- |
| 1985                              | не участвовала                    | 2006                              | не прошла квал.                   |                                   |
| 1986                              | не участвовала                    | 2008                              | дисквалификация                   |                                   |
| 1988                              | не участвовала                    | 2010                              | не прошла квал.                   |                                   |
| 1990                              | не участвовала                    | 2012                              | не прошла квал.                   |                                   |
| 1992                              | не участвовала                    | 2014                              | не прошла квал.                   |                                   |
| 1994                              | не участвовала                    | 2016                              | групповой этап                    |                                   |
| 1996                              | не участвовала                    | 2018                              | не прошла квал.                   |                                   |
| 1998                              | не участвовала                    | 2020                              | не прошла квал.                   |                                   |
| 2000                              | не прошла квал.                   | 2023                              | не прошла квал.                   |                                   |
| 2002                              | не прошла квал.                   | 2025                              | не прошла квал.                   |                                   |
| 2004                              | не прошла квал.                   | 2026                              |                                   |                                   |